# Wanheim-Angerhausen
Wanheim-Angerhausen ist ein Duisburger Stadtteil im Stadtbezirk Duisburg-Süd. In dem Stadtteil leben 13.093 Menschen auf 377,4 ha (Stand: 31. Dezember 2023).

## Geschichte
Der Ort wird bereits im Jahre 1052 in einer Urkunde der Abtei Werden als Wagenheim und Angerohuson genannt. Wanheim, das direkt am Rhein liegt, und das sich südöstlich anschließende Angerhausen gehörten zu den Duisburger Ratsdörfern. Kirchlich waren die beiden Dörfer jedoch bereits seit dem 12. Jahrhundert dem linksrheinischen Friemersheim zugeordnet. Begrenzt von Rhein, Angerbach und Bergischer Landwehr bildete der Ort eine klevische Enklave im Herzogtum Berg, zu dem er allerdings während der napoleonischen Herrschaft von 1805 bis 1815 gehörte. Das ehemalige, auf bergischem Gebiet liegende Eichenwäldchen zwischen Wanheim und der Stadt Duisburg ist der Ort, an dem in der Nacht vom 5. auf den 6. September 1795 die französischen Revolutionstruppen den Rhein überquerten. Die mit dem Herzogtum Berg verbündeten österreichischen Truppen mussten den Rückzug antreten und die Franzosen konnten so ihre Herrschaft auf der rechten Rheinseite sichern. Der Aufgang, den sie dabei nach der Rheinüberquerung benutzten, heißt bis heute noch „Franzosenweg“.
Nachdem das ganze Rheinland 1814 an Preußen gefallen war, bildete Wanheim-Angerhausen eine Gemeinde in der Bürgermeisterei Duisburg; von 1816 bis 1823 im Kreis Dinslaken und von 1823 bis 1874 im Kreis Duisburg. Die Stadt Duisburg erhielt 1857 die Rheinische Städteordnung. Seitdem wurde zwischen der Stadtbürgermeisterei Duisburg und der Landbürgermeisterei Duisburg unterschieden, die nur die Gemeinde Wanheim-Angerhausen umfasste und weiterhin von Duisburg aus verwaltet wurde. Von 1874 bis 1887 gehörte Wanheim-Angerhausen zum Kreis Mülheim an der Ruhr und seit 1887 zum Kreis Ruhrort. Im Jahre 1902 wurde die Gemeinde Wanheim-Angerhausen in den Stadtkreis Duisburg eingemeindet.
In den 1960er Jahren wurde das Rheinufer in Wanheim ausgebaut und in den 1980er Jahren entstand der Rheinuferpark mit einem Rosengarten, Ruhewiesen und Kinderspielplätzen.
Am 13. Juli 1988 verübte die IRA auf eine Kaserne (Glamorgan Barracks) der Britischen Rheinarmee in Wanheim einen Anschlag, bei dem 9 britische Soldaten leicht verletzt wurden. 1993 wurde der Militärstützpunkt geschlossen.

## Industrie
1873, als sich zwei Dampfsägewerke am Rheinufer niederließen, setzte die Industrialisierung ein. 1905 entstand die Metallhütte Aktiengesellschaft Duisburg, 1911 die Wanheimer Eisenwerke, eine Gründung der bayerischen Maschinenfabrik Augsburg-Nürnberg (MAN). Die Eisenwerke waren zuletzt ein Werksteil vom Konzern Thyssenkrupp, wurden aber 2008 verkauft und firmieren heute unter Winning BLW GmbH, Werk Duisburg.

## Energieinfrastruktur
In Wanheim überquert die Rhein-Freileitungskreuzung Duisburg-Wanheim den Rhein.
Die Stadtwerke Duisburg betreiben in Wanheim das Heizkraftwerk III, eine GuD-Anlage.

## Sehenswürdigkeiten
Siehe Baudenkmäler in Wanheim-Angerhausen in der Liste der Baudenkmäler in Duisburg-Süd.